# Stocksundsbron (tunnelbana)

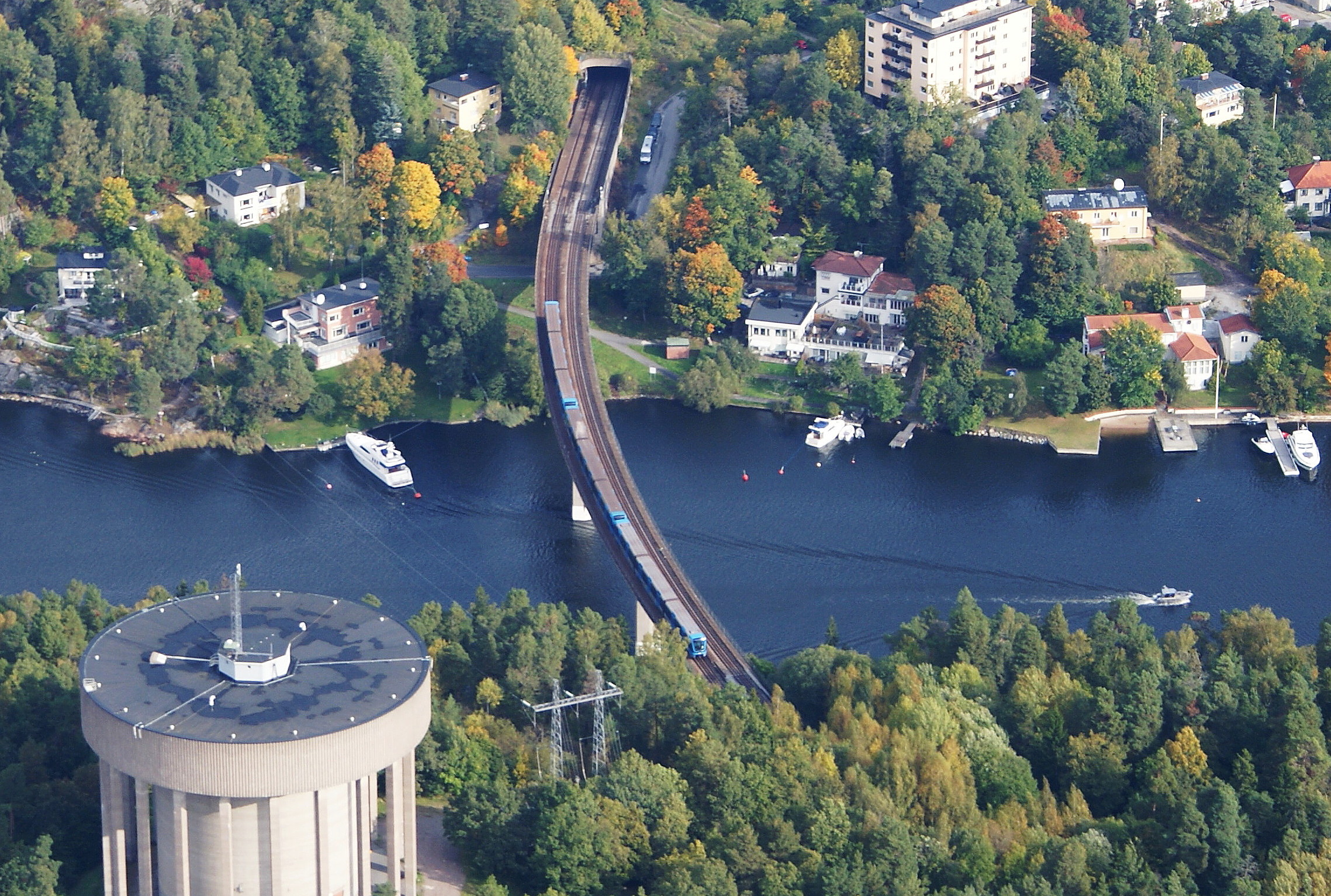
Stocksundets tunnelbanebro, 2012.

Stocksundsbron är namnet på flera broar för väg- och spårtrafik över Stocksundet mellan Danderyds och Solna kommuner. Här beskrivs tunnelbanans bro. 

## Historik
Redan i Tunnelbaneplan för Stockholm 1965 fanns ett förslag på en tunnelbanelinje till Mörby och sedan vidare till Hägernäs i Täby kommun. Tunnelbanan skulle ta över Roslagsbanans befintliga sträckning från Mörby och norrut (så blev det dock inte). Det skulle dröja ända till mitten av 1970-talet innan delsträckan till Mörby påbörjades och i en folkomröstning i mars 1980 tackade Täby- och Vallentunaborna slutgiltigt nej till en tunnelbana. Därför finns två järnvägsbroar över Stocksundet, en för Roslagsbanan och en för tunnelbanan.
Tunnelbanebron över Stocksundet uppfördes cirka 300 meter väster om nuvarande motorvägsbron och invigdes i januari 1978 i och med att Röda linjen förlängdes till Mörby centrum. Från Solnasidan går tunnelbanan efter stationen Bergshamra i en bergtunnel för att sedan passera i en mjuk kurva över den 240 meter långa bron över Stocksundet. Därefter försvinner den igen i en tunnel fram till stationen Danderyds sjukhus. Den totala sträckan mellan stationerna Bergshamra och Danderyds sjukhus är cirka 1,3 kilometer. Bron är en betongkonstruktion i fyra spann och har liksom motorvägsbron en segelfri höjd på 13 meter.

## Bilder, tunnelbanans bro

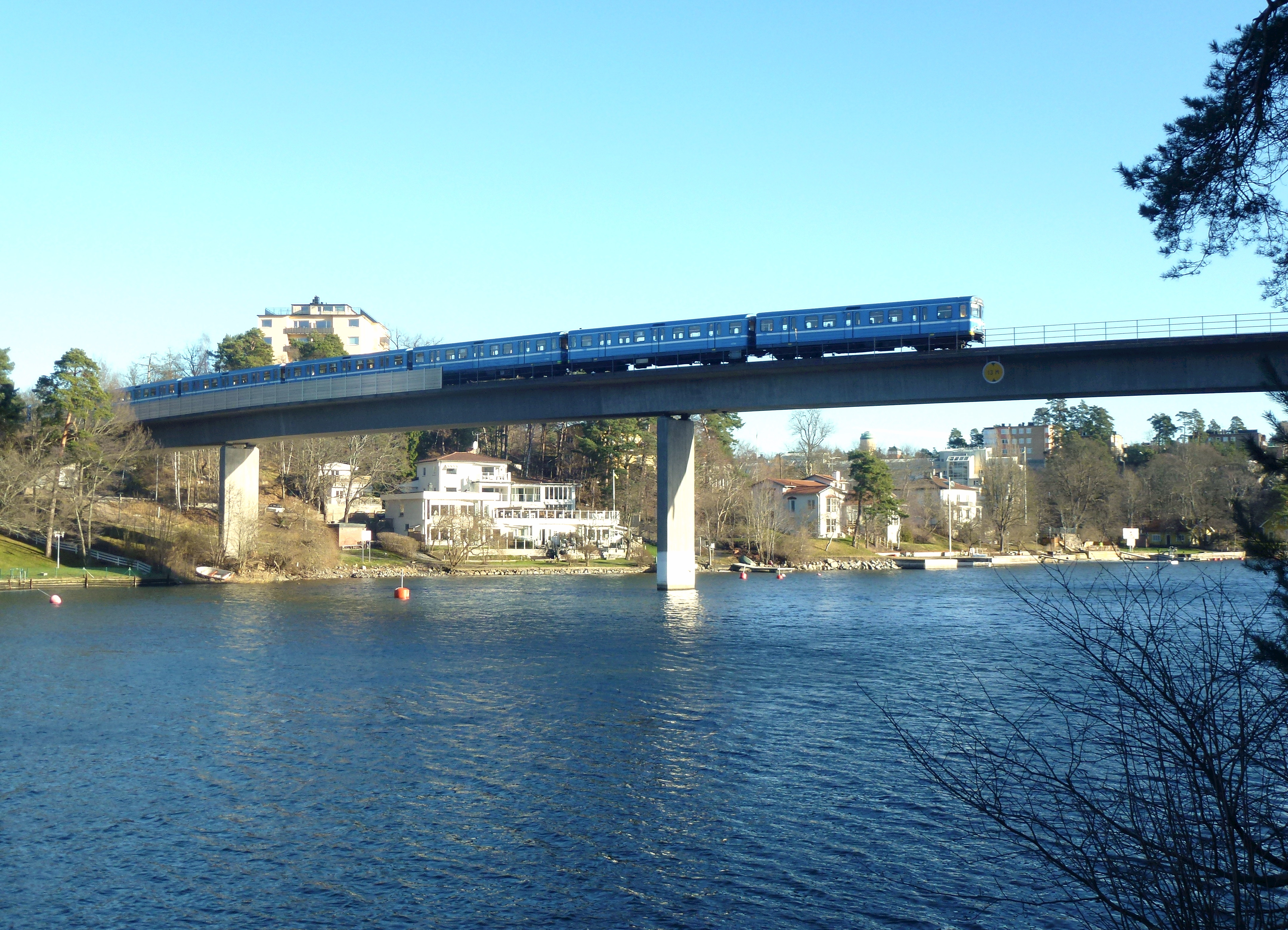
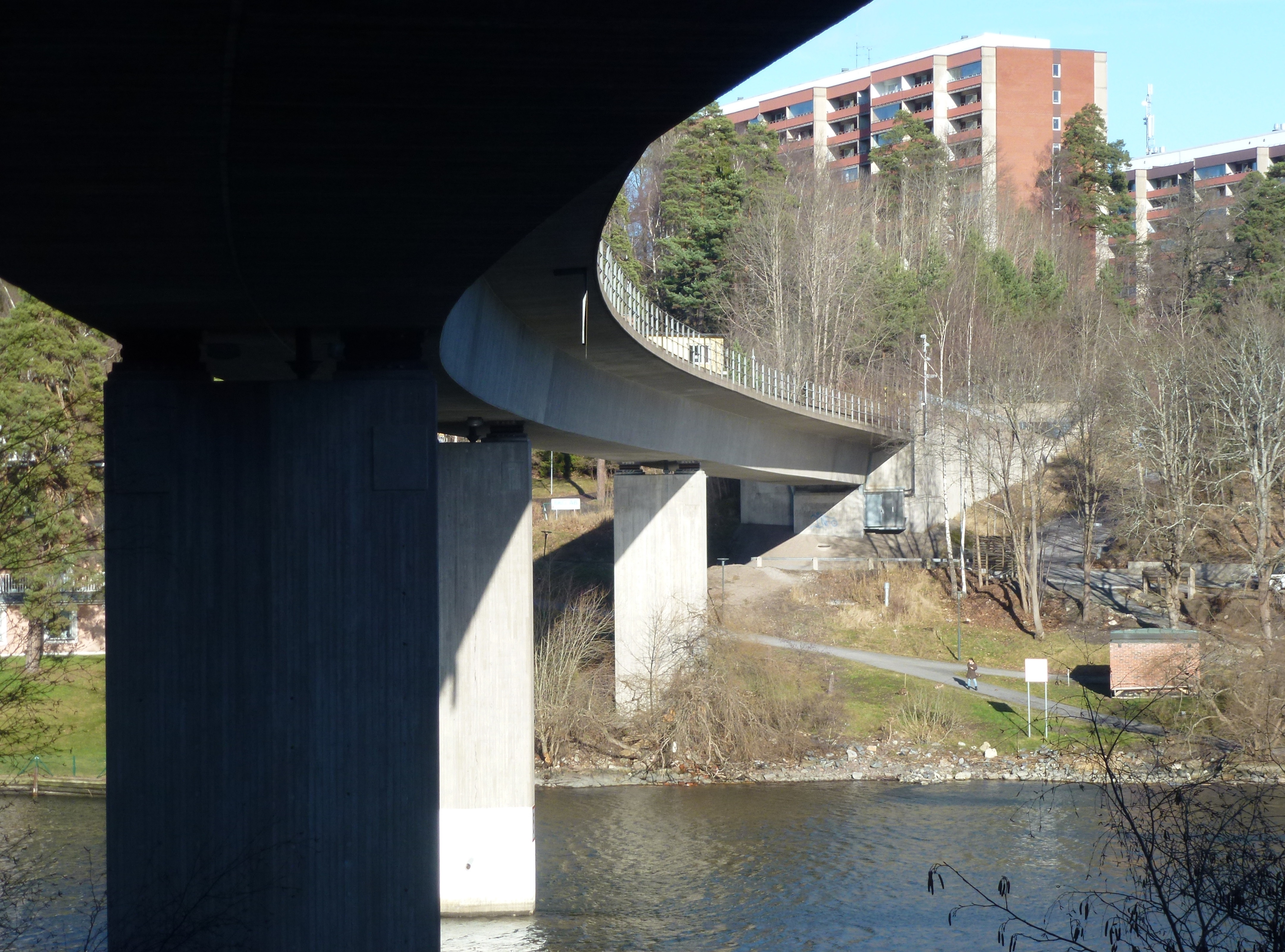
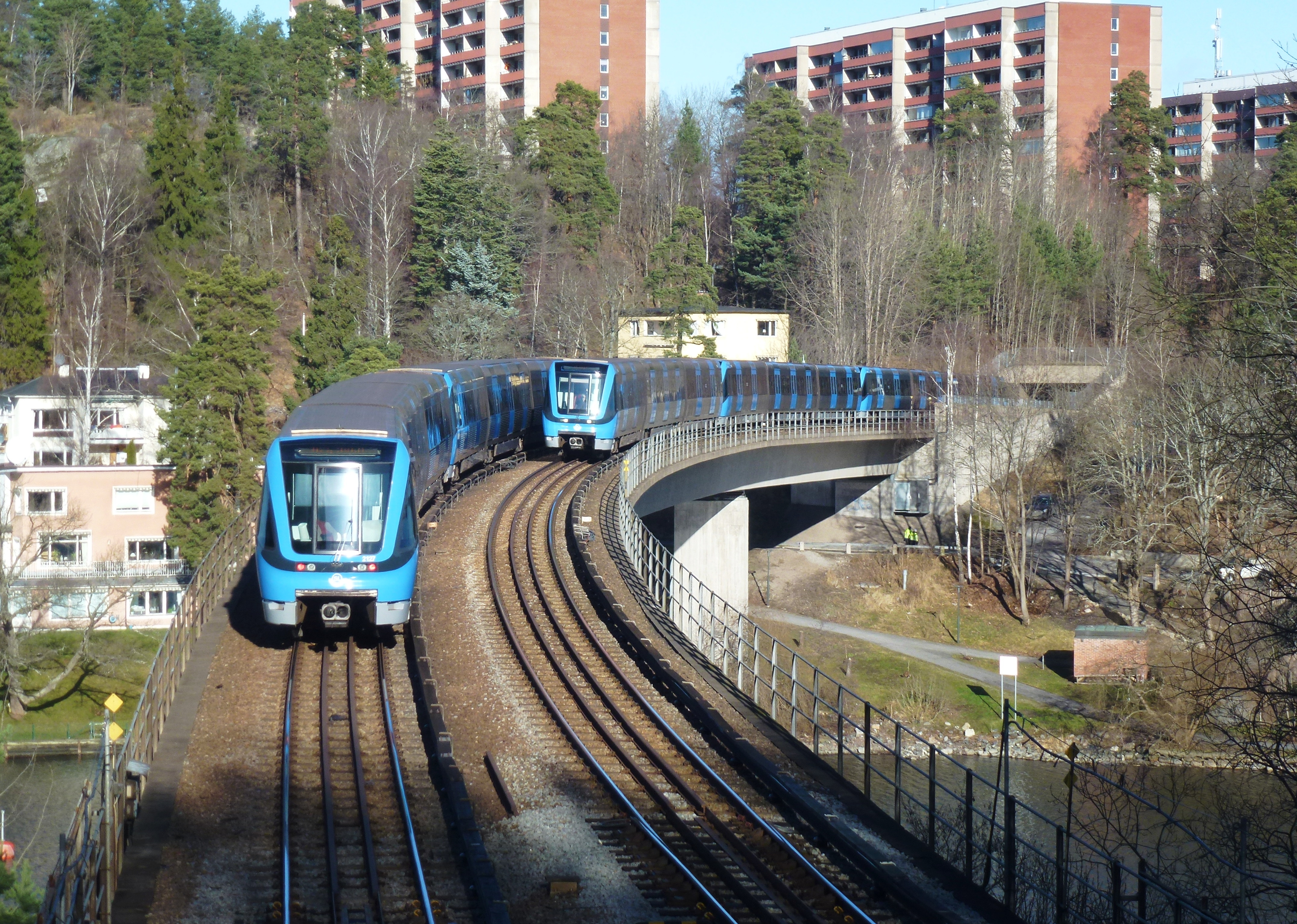
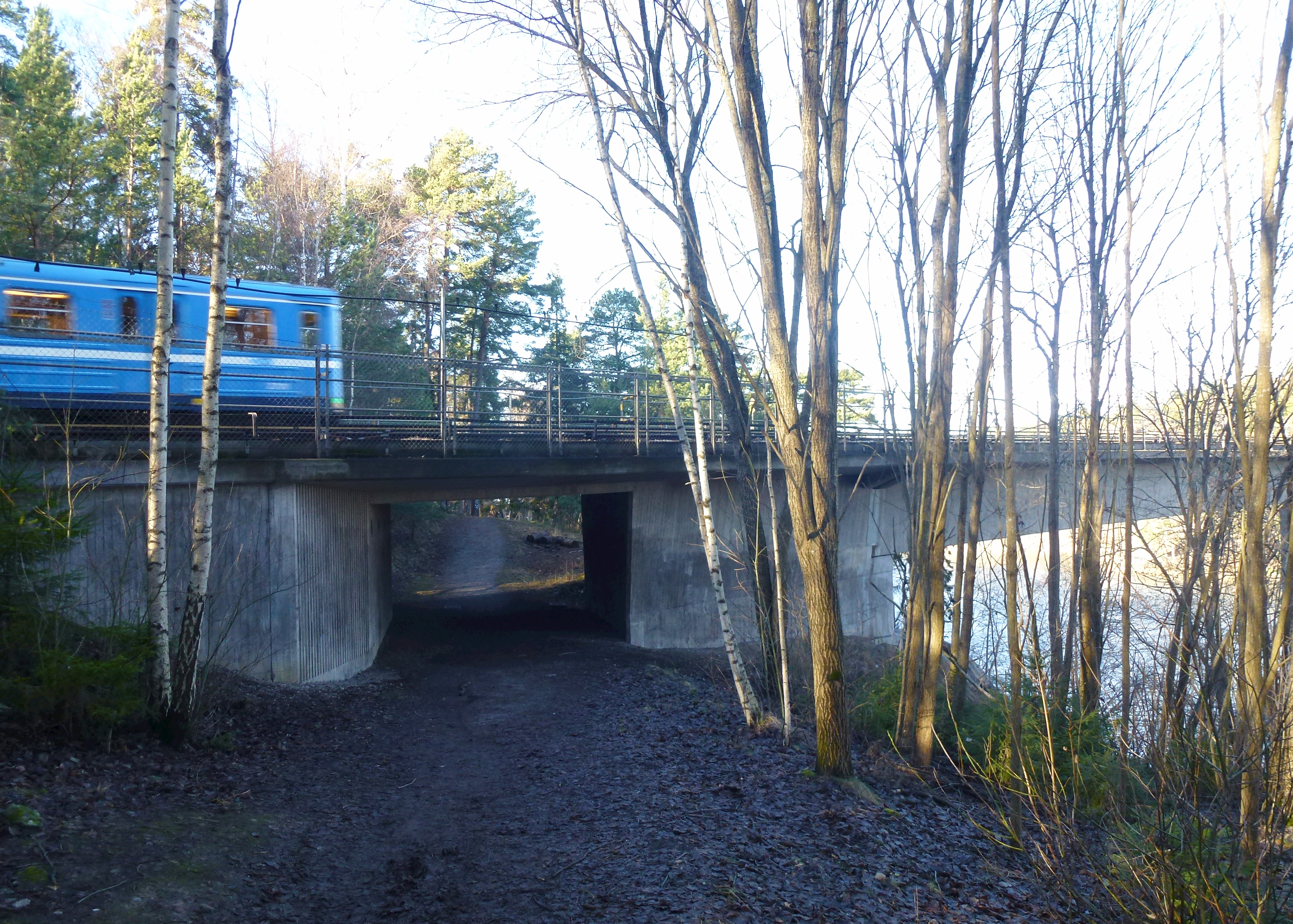